# Britta Lundblad
Anna Birgitta (Britta) Lundblad, född 7 december 1920 i Uppsala, död 8 februari 2008 i Stockholm, var en svensk paleobotaniker.
Lundblad blev filosofie licentiat vid Stockholms högskola 1947, filosofie doktor 1959, var extra geolog vid Sveriges geologiska undersökning (SGU) 1947–1948, blev intendent vid paleobotaniska avdeningen på Naturhistoriska riksmuseet 1951, förste intendent 1965, docent i växtpaleontologi vid Stockholms universitet 1960, innehade extra forskartjänst vid Statens naturvetenskapliga forskningsråd 1960–1966 och var (som efterträdare till Olof Selling) professor vid sektionen för paleobotanik på Naturhistoriska riksmuseet 1969–1986 (tf 1966). Lundblad är begravd på Sidensjö kyrkogård.